# پتر روسول
پتر روسول (چکی: Petr Rosol؛ زادهٔ ۲۰ ژوئن ۱۹۶۴) بازیکن هاکی روی یخ اهل چکسلواکی بود.
از باشگاه‌هایی که در آن بازی کرده‌است می‌توان به کلگری فلیمس اشاره کرد.